# Чернишова Наталя Іванівна
Чернишова Наталя Іванівна (* 12 лютого 1951, Канськ, Красноярський край, РРФСР) — радянський і український художник, режисер-мультиплікатор. Член Національної спілки кінематографістів України. Заслужений художник України (2010).

## Біографічні відомості
Закінчила факультет графіки Українського поліграфічного інституту (1978). 
З 1975 р. працює на студії «Київнаукфільм»; бере участь в російських проектах.
Ілюструє дитячі книги. Лауреат міжнародних конкурсів.

## Фільмографія
- «Лісова пісня» (1976, асистент)

Художник:
- «Пригоди капітана Врунгеля» (1976—1979) та ін.

Аніматор:
- «Квітка папороті», «Люлька миру» (1979)
- «Синя шапочка» (1998)

Художник-постановник:
- «Казка про Івана, пана та злидні» (1977)
- «Похід» (1979)
- «Пиріг зі сміяницею» (1980)
- «Золоте курча» (1981)
- «Ба-бу-сю!» (1982)
- «Савушкін, який не вірив у чудеса» (1983)
- «Твій люблячий друг» (1984)
- «Як їжачок і медвежа міняли небо» (1985)
- «Справа доручається детективу Тедді. Космічна загадка» (1986)
- «Твір про дідуся» (1987)
- «Ми — жінки. Солодке життя» (1988)
- «Моя сім'я» (1989)
- «Безтолковий вомбат» (1990)
- «Лякалки-жахалки» (1993)
- «Казка про богиню Мокошу» (1995)
- «Гора Самоцвітів: Лис і дрізд» (2005, за участю Е. Кірича)
- «Про Степана-коваля» (2008)
- «Сучасні казки світу: Кіт і миша» (2015)

Режисер:
- «Казка про богиню Мокошу» (1995, авт. сцен.)
- «Синя шапочка» (1998, авт. сцен.)
- «Гора Самоцвітів: Лис і дрізд» (2005)[3]
- «Про Степана-коваля» (2008)
- «Сучасні казки світу: Кіт і миша» (2015)

Очищення розкадровки:
- Майк, Лу & Оґ (англ. Mike, Lu & Og) (1999)